# Tweede Kamerverkiezingen 2003
De Tweede Kamerverkiezingen 2003 waren verkiezingen in Nederland voor de Tweede Kamer der Staten-Generaal. Zij vonden plaats op 22 januari 2003.
De verkiezingen werden gehouden na de ontbinding van de Tweede Kamer als gevolg van de val van het kabinet-Balkenende I.

## Aanleiding val kabinet
Op 15 oktober 2002 zegden het CDA en de VVD hun vertrouwen in het eerste kabinet-Balkenende  op. Vanwege de vele interne ruzies viel er met de LPF niet verder samen te werken, zeiden ze. Binnen de LPF waren er beschuldigingen van een 'opzetje': CDA en VVD zouden de LPF, die op dat moment zeer laag stond in de peilingen, een hak willen zetten om zo de partij als politieke macht weg te vagen en zonder de LPF een nieuwe regering te vormen. Slechts kort was er sprake van een lijmpoging, maar al snel werd besloten dat er nieuwe Tweede Kamerverkiezingen gehouden zouden worden.

## Deelnemende partijen
Aan deze verkiezingen namen de volgende partijen deel:
| Lijst | Partij                                 | Lijsttrekker            | Kieskringen /19 |
| ----- | -------------------------------------- | ----------------------- | --------------- |
| 1     | Christen Democratisch Appèl (CDA)      | Jan Peter Balkenende    | 19              |
| 2     | Lijst Pim Fortuyn (LPF)                | Mat Herben              | 19              |
| 3     | VVD                                    | Gerrit Zalm             | 19              |
| 4     | Partij van de Arbeid (P.v.d.A.)        | Wouter Bos              | 19              |
| 5     | GROENLINKS                             | Femke Halsema           | 19              |
| 6     | SP (Socialistische Partij)             | Jan Marijnissen         | 19              |
| 7     | Democraten 66 (D66)                    | Thom de Graaf           | 19              |
| 8     | ChristenUnie                           | André Rouvoet           | 19              |
| 9     | Staatkundig Gereformeerde Partij (SGP) | Bas van der Vlies       | 19              |
| 10    | LEEFBAAR NEDERLAND                     | Haitske van de Linde    | 19              |
| 11    | De Conservatieven.nl                   | Winny de Jong           | 12              |
| 12    | Nieuwe Communistische Partij - NCPN    | Alejandro de Mello      | 19              |
| 13    | DUURZAAM NEDERLAND                     | Seyfi Özgüzel           | 18              |
| 14    | Partij van de Toekomst (PvdT)          | Johan Vlemmix           | 19              |
| 15    | Partij voor de Dieren                  | Marianne Thieme         | 18              |
| 16    | blanco lijst (Lijst Ratelband)         | Emile Ratelband         | 19              |
| 17    | VIP Vooruitstrevende Integratie Partij | Ranesh Dhalganjansing   | 8               |
| 18    | “Alliantie Vernieuwing en Democratie”  | IJsbrand van der Krieke | 13              |
| 20    | Lijst Veldhoen                         | Jan Veldhoen            | 3               |

## Lijsttrekkers
De diverse politieke partijen bereiden zich ondertussen voor op de verkiezingen; daarbij moeten er allereerst lijsttrekkers gekozen worden. Bij sommige partijen is dit meteen duidelijk, maar andere hebben meer tijd nodig.
Bij Leefbaar Nederland wordt aanvankelijk fractievoorzitter Fred Teeven gekozen, maar het bestuur acht hem niet aansprekend genoeg, en schuift Emile Ratelband naar voren. De ledenvergadering moet uitkomst bieden. De meeste leden staan achter Teeven, maar deze trekt zich terug als een motie van wantrouwen tegen het bestuur niet de vereiste meerderheid haalt. Daarna wordt Haitske van de Linde als lijsttrekker gekozen; ze haalt 75 stemmen tegen 73 voor Ratelband.
GroenLinks partijleider Paul Rosenmöller maakt plotseling het besluit bekend zich uit de actieve politiek terug te trekken. Hij noemt diverse redenen, waaronder de bedreigingen tegen hem en zijn familie. Femke Halsema wordt de nieuwe politiek leider.
Bij de PvdA is er nog geen nieuwe leider na de verkiezingsnederlaag van het voorjaar. Jeltje van Nieuwenhoven is fractievoorzitter, maar dit heeft een duidelijk 'ad interim' karakter. In een intern referendum krijgt Wouter Bos een duidelijke meerderheid over Van Nieuwenhoven.
Terwijl dit alles gaande is, lijkt de SP in de peilingen de grote winnaar van de verkiezingen te worden. Rond de jaarwisseling, als de campagne echt begint, staat de partij in de peilingen rond de 20 zetels, wat een verdubbeling betekent ten opzichte van het toch al verrassend hoge aantal in mei. De LPF verliest sterk, en staat op een zeker moment zelfs maar op 2 zetels in de peilingen, tegen 26 in mei. De grote vraag lijkt te worden of CDA en VVD samen een meerderheid halen, samen schommelen ze rond de 75 zetels.

### Lijsttrekkersdebat
Het lijsttrekkersdebat waarmee de werkelijke campagne een aanvang neemt, kent Wouter Bos als overduidelijke winnaar, en in de peilingen schiet de PvdA omhoog. Twee weken later lijkt de PvdA zelfs in staat het CDA te bedreigen als grootste partij. Wouter Bos geeft aan dat hij hoe dan ook als fractievoorzitter in de Tweede Kamer zal plaatsnemen, zelfs als de PvdA de grootste partij zal worden en dan mogelijk de premier in een PvdA-CDA kabinet mag leveren. In zijn plaats wordt Job Cohen, de burgemeester van de gemeente Amsterdam, naar voren geschoven als kandidaat-premier. De strijd om de grootste partij, en daarmee samenhangend het waarschijnlijke premierschap, trekt kiezers weg van de kleinere partijen (GroenLinks, SP, ChristenUnie) naar CDA en PvdA.

## Uitslag

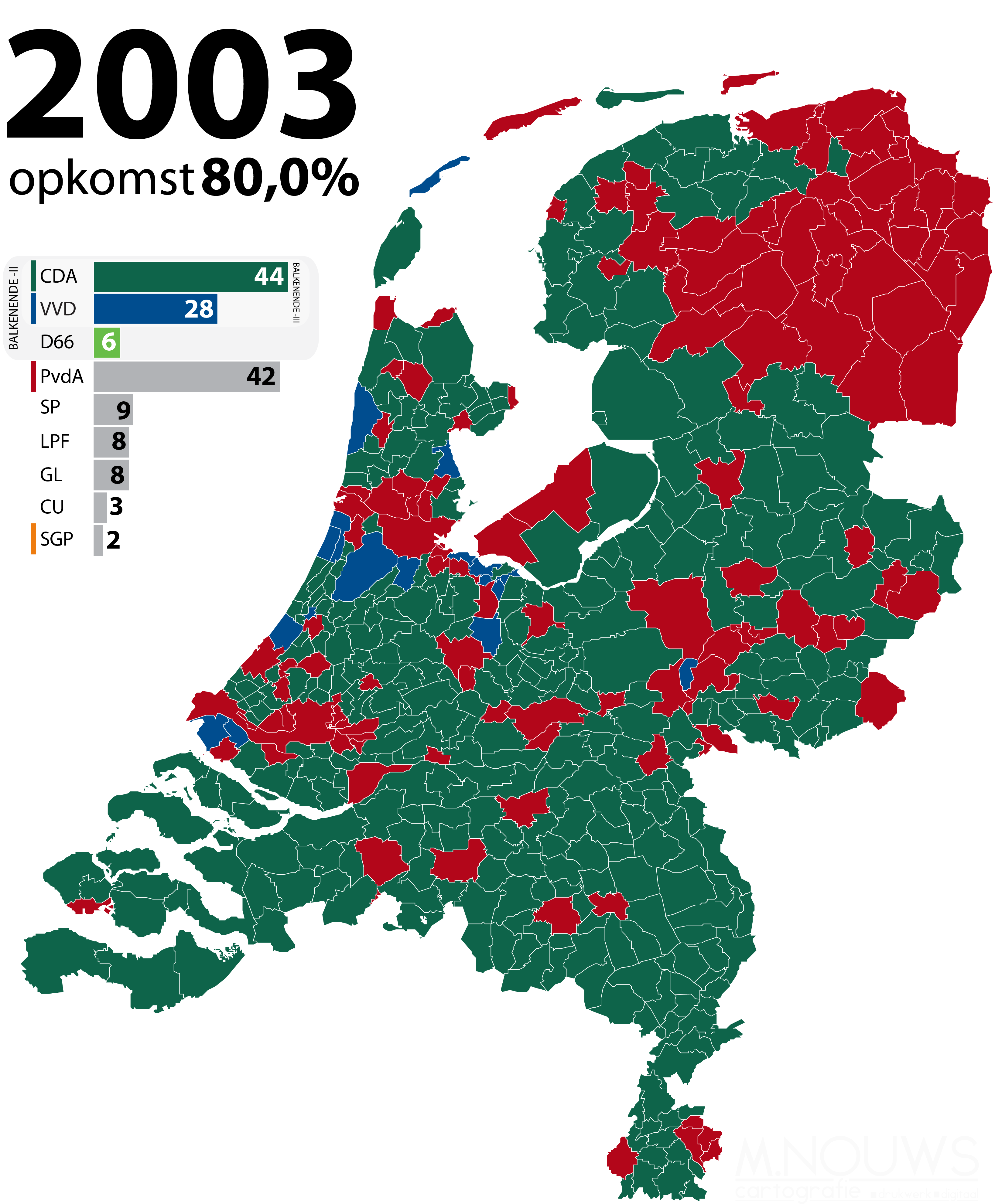
Grootste partij per gemeente

### Opkomst en kiesdeler
|                          | 2002       | 2002      | 2003       | 2003  |
| # stemmen                | %          | # stemmen | %          |       |
| ------------------------ | ---------- | --------- | ---------- | ----- |
| Kiesgerechtigden         | 12.035.935 |           | 12.076.711 |       |
| Niet opgekomen           | 2.520.709  | 20,94     | 2.410.109  | 19,96 |
| Opkomst                  | 9.515.226  | 79,06     | 9.666.602  | 80,04 |
| Blanco/ongeldige stemmen | 14.074     | 0,15      | 12.127     | 0,13  |
| Geldige stemmen          | 9.501.152  | 99,85     | 9.654.475  | 99,87 |
| Kiesdeler                | 63.341     | 0,67      | 64.364     | 0,67  |

### Verkiezingsuitslag naar partij
Op de verkiezingsdag zelf is de PvdA de grote winnaar, ze gaat van 23 naar 42 zetels. Het CDA blijft echter de grootste partij, en wint 1 zetel op 44. De VVD wint slechts licht, de LPF verliest sterk, hoewel minder sterk dan aanvankelijk het geval leek. De SP lijkt op het laatst toch veel stemmen aan de PvdA verloren te zijn, en blijft gelijk. Wel wordt het nu de vierde partij van Nederland, want ook GroenLinks verliest. De ChristenUnie verliest een zetel, en Leefbaar Nederland verdwijnt uit de Kamer.
Van de nog niet in de Kamer vertegenwoordigde partijen is het de Partij voor de Dieren die de meeste stemmen haalt. Met circa 50.000 stemmen scoort de partij zelfs beter dan Leefbaar Nederland, maar niet voldoende voor een Kamerzetel (daarvoor zijn er circa 64.000 nodig). In de gemeenten Amsterdam en Den Haag scoort de partij 0,9%, in Zandvoort zelfs 1,1%.
| Partij                   | Partij                                 | 2002      | 2002  | 2002   | 2003      | 2003  | 2003   | verschil | verschil |
| Partij                   | Partij                                 | # stemmen | %     | zetels | # stemmen | %     | zetels | %-punt   | zetels   |
| ------------------------ | -------------------------------------- | --------- | ----- | ------ | --------- | ----- | ------ | -------- | -------- |
|                          | Christen Democratisch Appèl (CDA)      | 2.653.723 | 27,93 | 43     | 2.763.480 | 28,62 | 44     | +0,69    | +1       |
|                          | Partij van de Arbeid (P.v.d.A.)        | 1.436.023 | 15,11 | 23     | 2.631.363 | 27,26 | 42     | +12,14   | +19      |
|                          | VVD                                    | 1.466.722 | 15,44 | 24     | 1.728.707 | 17,91 | 28     | +2,47    | +4       |
|                          | SP (Socialistische Partij)             | 560.447   | 5,90  | 9      | 609.723   | 6,32  | 9      | +0,42    | 0        |
|                          | Lijst Pim Fortuyn (LPF)                | 1.614.801 | 17,00 | 26     | 549.975   | 5,70  | 8      | -11,30   | -18      |
|                          | GROENLINKS                             | 660.692   | 6,95  | 10     | 495.802   | 5,14  | 8      | -1,82    | -2       |
|                          | Democraten 66 (D66)                    | 484.317   | 5,10  | 7      | 393.333   | 4,07  | 6      | -1,02    | -1       |
|                          | ChristenUnie                           | 240.953   | 2,54  | 4      | 204.694   | 2,12  | 3      | -0,42    | -1       |
|                          | Staatkundig Gereformeerde Partij (SGP) | 163.562   | 1,72  | 2      | 150.305   | 1,56  | 2      | -0,16    | 0        |
|                          | Partij voor de Dieren                  | -         | -     | -      | 47.754    | 0,49  | 0      | +0,49    | 0        |
|                          | LEEFBAAR NEDERLAND                     | 153.055   | 1,61  | 2      | 38.894    | 0,40  | 0      | -1,21    | -2       |
|                          | Partij van de Toekomst (PvdT)          | 6.393     | 0,07  | 0      | 13.845    | 0,14  | 0      | +0,07    | 0        |
|                          | blanco lijst (Lijst Ratelband)         | -         | -     | -      | 9.045     | 0,09  | 0      | +0,09    | 0        |
|                          | DUURZAAM NEDERLAND                     | 9.058     | 0,10  | 0      | 7.271     | 0,08  | 0      | -0,02    | 0        |
|                          | Nieuwe Communistische Partij - NCPN    | -         | -     | -      | 4.854     | 0,05  | 0      | +0,05    | 0        |
|                          | De Conservatieven.nl                   | -         | -     | -      | 2.521     | 0,03  | 0      | +0,03    | 0        |
|                          | VIP Vooruitstrevende Integratie Partij | -         | -     | -      | 1.623     | 0,02  | 0      | +0,02    | 0        |
|                          | “Alliantie Vernieuwing en Democratie”  | -         | -     | -      | 990       | 0,01  | 0      | +0,01    | 0        |
|                          | Lijst Veldhoen                         | -         | -     | -      | 296       | 0,00  | 0      | +0,00    | 0        |
| overige partijen in 2002 | overige partijen in 2002               | 51.406    | 0,54  | 0      | -         | -     | -      | -0,54    | 0        |
| Totaal                   | Totaal                                 | 9.501.152 | 100   | 150    | 9.654.475 | 100   | 150    | 0,0      | 0        |

## Kabinetsformatie
De kabinetsformatie van 2003 duurde 125 dagen en resulteerde in een coalitie van CDA, VVD en D66 onder leiding van premier Jan Peter Balkenende. Na 1137 dagen trok D66 echter de stekker uit het kabinet waardoor er een tweede formatieronde volgde van 8 dagen. CDA en VVD besloten nog kort samen verder te gaan als minderheidskabinet tot de vervroegde verkiezingen van 2006.
| \| 9 \| 8 \| 42 \| 6 \| 44 \| 28 \| 8 \| 5 \| \| SP \| GL \| PvdA \| 78 \\| Kabinet-Balkenende II \\| \\| D66 + CDA + VVD \\| 125/1137 d \| 78 \\| Kabinet-Balkenende II \\| \\| D66 + CDA + VVD \\| 125/1137 d \| 78 \\| Kabinet-Balkenende II \\| \\| D66 + CDA + VVD \\| 125/1137 d \| LPF \| \| \| \| \| \| D66 \| 71 \\| Kabinet-Balkenende III \\| CDA + (VVD - 1) \\| 8/230 d \| 71 \\| Kabinet-Balkenende III \\| CDA + (VVD - 1) \\| 8/230 d \| \| \| |    |      |                                                                 |                                                                 |                                                                 |     |   |
| 9 | 8  | 42   | 6                                                               | 44                                                              | 28                                                              | 8   | 5 |
| SP | GL | PvdA | 78 \| Kabinet-Balkenende II \| \| D66 + CDA + VVD \| 125/1137 d | 78 \| Kabinet-Balkenende II \| \| D66 + CDA + VVD \| 125/1137 d | 78 \| Kabinet-Balkenende II \| \| D66 + CDA + VVD \| 125/1137 d | LPF |   |
| |    |      | D66                                                             | 71 \| Kabinet-Balkenende III \| CDA + (VVD - 1) \| 8/230 d      | 71 \| Kabinet-Balkenende III \| CDA + (VVD - 1) \| 8/230 d      |     |   |

*1848 · *1850 · **1852 · *1853 · **1854 · **1856 · **1858 · **1860 · **1862 · **1864 · **1866 (I) · *1866 (II) · *1868 · **1869 · **1871 · **1873 · **1875 · **1877 · **1879 · **1881 · **1883 · *1884 · *1886 · *1887 · *1888 · 1891 · *1894 · 1897 · 1901 · 1905 · 1909 · 1913 · *1917 · *1918 · 1922 · 1925 · 1929 · *1933 · 1937 · *1946 · *1948 · 1952 · 1956 · *1959 · 1963 · *1967 · 1971 · *1972 · 1977 · 1981 · *1982 · 1986 · *1989 · 1994 · 1998 · 2002 · *2003 · *2006 · *2010 · *2012 · 2017 · 2021 · *2023
* Algemene verkiezingen in verband met (vervroegde) ontbinding van de Tweede Kamer
** Periodieke verkiezingen in verband met het einde van de zittingstermijn van de helft van de Tweede Kamerleden